# Chrysosplenium japonicum
Chrysosplenium japonicum là một loài thực vật có hoa trong họ Saxifragaceae. Loài này được (Maxim.) Makino miêu tả khoa học đầu tiên năm 1909.